# Monogona
Monogona là một chi bướm đêm thuộc họ Erebidae.